# Hungerfordia (chi ốc cạn)
Hungerfordia là một chi ốc cạn trong họ Diplommatinidae.

## Các loài
- Hungerfordia pelewensis